# Ладо Лесковар
Владимир „Ладо“ Лесковар (Љубљана, 23. март 1942) јесте словеначки и бивши југословенски певач забавне музике.
Са песмом „Све руже света“ (словен. Vse rože sveta) је представљао Југославију на Песми Евровизије 1967. године и заузео осмо место.

## Фестивали
Словенска попевка, Блед:
- Малокдај се сречава (Ретко се срећемо), победничка песма,  '63
- Небо, '65
- Тања, '69
- Пораз, '71
- Закај, '73
- Tvoje roke, '74
- Кадар бош шла, '75
- Сањиво декле, '76
- Најин стари танго, '98
- Уметница љубезни, 2008

Ваш шлагер сезоне, Сарајево:
- Из једног дневника, '68
- Доста је игре, '70
- Није касно за љубав, '72

Опатија:
- Анела (алтернација са Стјепаном Џимијем Станићем) / Потражи ме у предграђу (алтернација са Ђорђем Марјановићем), победничка песма '64
- Столпне уре (алтернација са Бети Јурковић), награда стручног жирија / Моја тајна (алтернација са Драгом Диклићем) / Твоје писмо (алтернација са Аницом Зубовић), '65
- Балада о једној љубави (алтернација са Ивом Робићем) / Хиша мојих сањ (алтернација са Сенком Велетанлић), '66
- Не тугујем (алтернација са Бобом Стефановићем), '67
- Лептири (алтернација са Хрвојем Хегедушићем), '68
- Твоје срце (Вече шансона и слободних форми), '78
- Заљуби крухек, '82

Београдско пролеће:
- Зови ме телефоном, '66
- Само лепе успомене, '72
- Београд, ти и ја, специјална награда МТС дворане за животно дело, 2022
- Верица (дует са Бором Ђорђевићем), награда за текст, 2023

Сплит:
- Била је лађа Либерти, '68
- I'm gonna to you somehow, '69

Загреб:
- Писмо / Луталица (алтернација са Вице Вуковим), '65
- Лукреција / Валцер за Барбару, '66
- Луталица Тома, '68
- Не брини за мене, '70
- Ко правица спи, '77

Југословенски избор за Евросонг:
- Ветар с планине / Соната, Загреб '65
- Твој осмех, друго место (подела са Нином Спировом), Београд '66
- Vse rože sveta, Љубљана '67, победничка песма

Евросонг:
- Vse rože sveta (Све руже света), 8. место, '67

Песма лета:
- Тања, '68

Акорди Ђердапа:
- Сања, дјевојка са Ђердапа, '70

Скопље:
- Глас од далечината, '71

Весела јесен, Марибор:
- Ше ен гважек, '71
- Ка си за свејт доброга дао, '87

Фестивал војничких песама:
- На стражи, '71

Мелодије морја ин сонца, Пиран:
- Светилник, награда за интерпретацију, '78
- Деклица Тина, '82

Мелодије морја ин сонца, Порторож:
- Пријатеља, '83
- Zgodba Št. N., '85

Мелодије Истре и Кварнера:
- Цота Маријета, '76
- Од лантерне до лантерне (дует са Јосипом Бајоком) / Дими з Кварнера, '86

Фестивал наречних попевк, Марибор:
- Каварна Асторија, '90
- Глажек винчка, '91

Далматинска шансона, Шибеник:
- Завичају, завичају, '99

Омладиина, Суботица:
- Потражи ме у предграђу, поводом 50-о годишњице суботичког фестивала младих, 2011

Фестивал Словенских шансона:
- Нарамнци, 2012

Међународни фестивал шансоне, Chansonfest, Загреб:
- За векомај, 2011
- Ко тишина говори, 2013
- Она, 2015
- Сиве очи, 2017

- Албуми Лада Лесковара
- Bil sem mlajši kakor ti (Био сам млађи од тебе, 1963)
- Мемфис Тенеси (1966)
- Vse rože sveta (Све руже света, 1967)
- Честитке (1968)
- Хеј бригаде (1969)